# Kerk van Hichtum
De Kerk van Hichtum is een kerkgebouw in Hichtum in de Nederlandse provincie Friesland.

## Beschrijving
De romanogotische eenbeukige kerk uit de 13e eeuw, gebouwd op een kleine terp, heeft een rond gesloten koor en een zadeldaktoren. In de toren, gedeeltelijk beklampt in de 16e of 17e eeuw, hangt een door Hans Falck gegoten klok (1617). Het orgel uit 1795 is gemaakt door Albertus van Gruisen. De kerk en het orgel zijn rijksmonumenten.

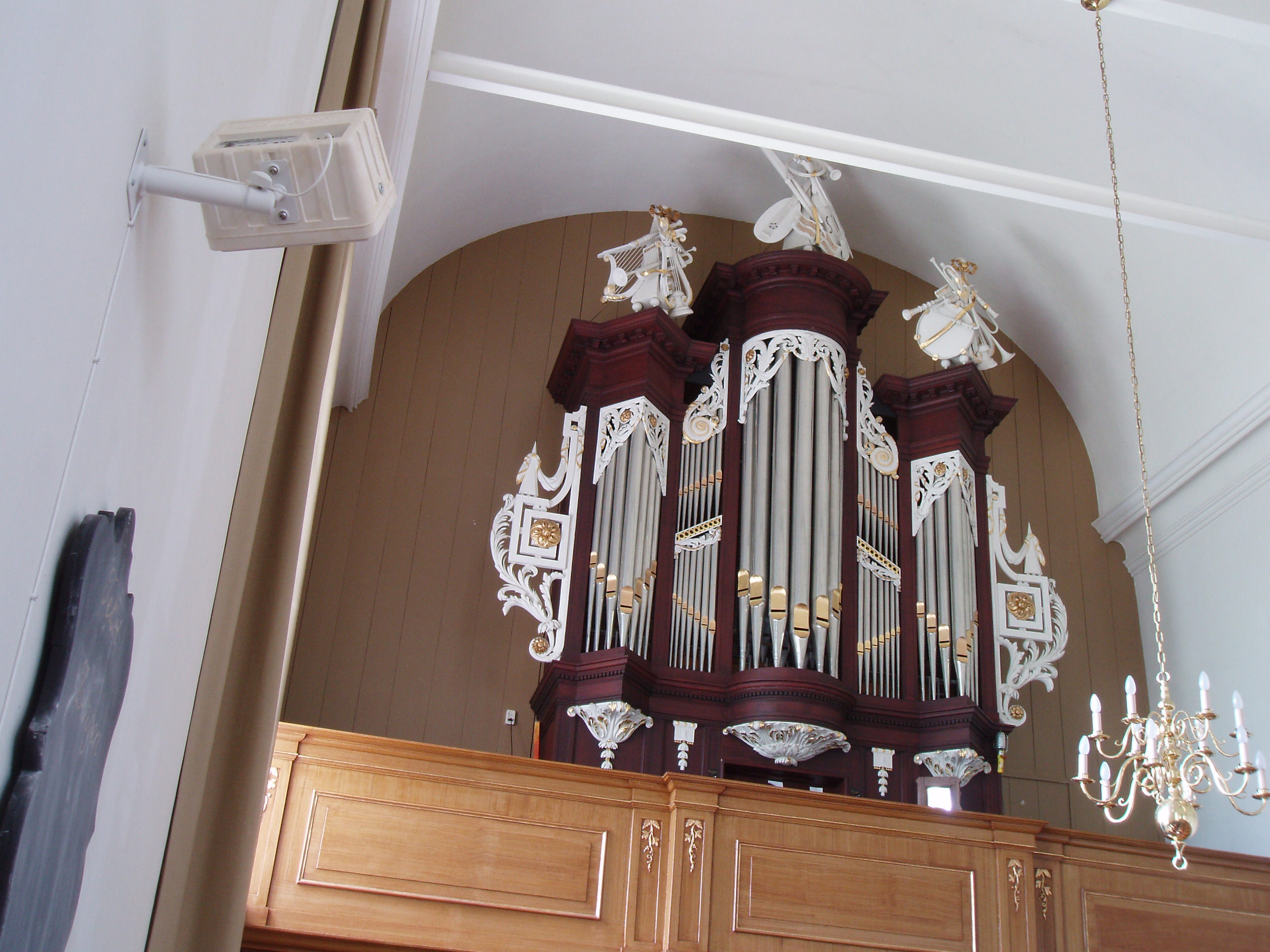
Orgel
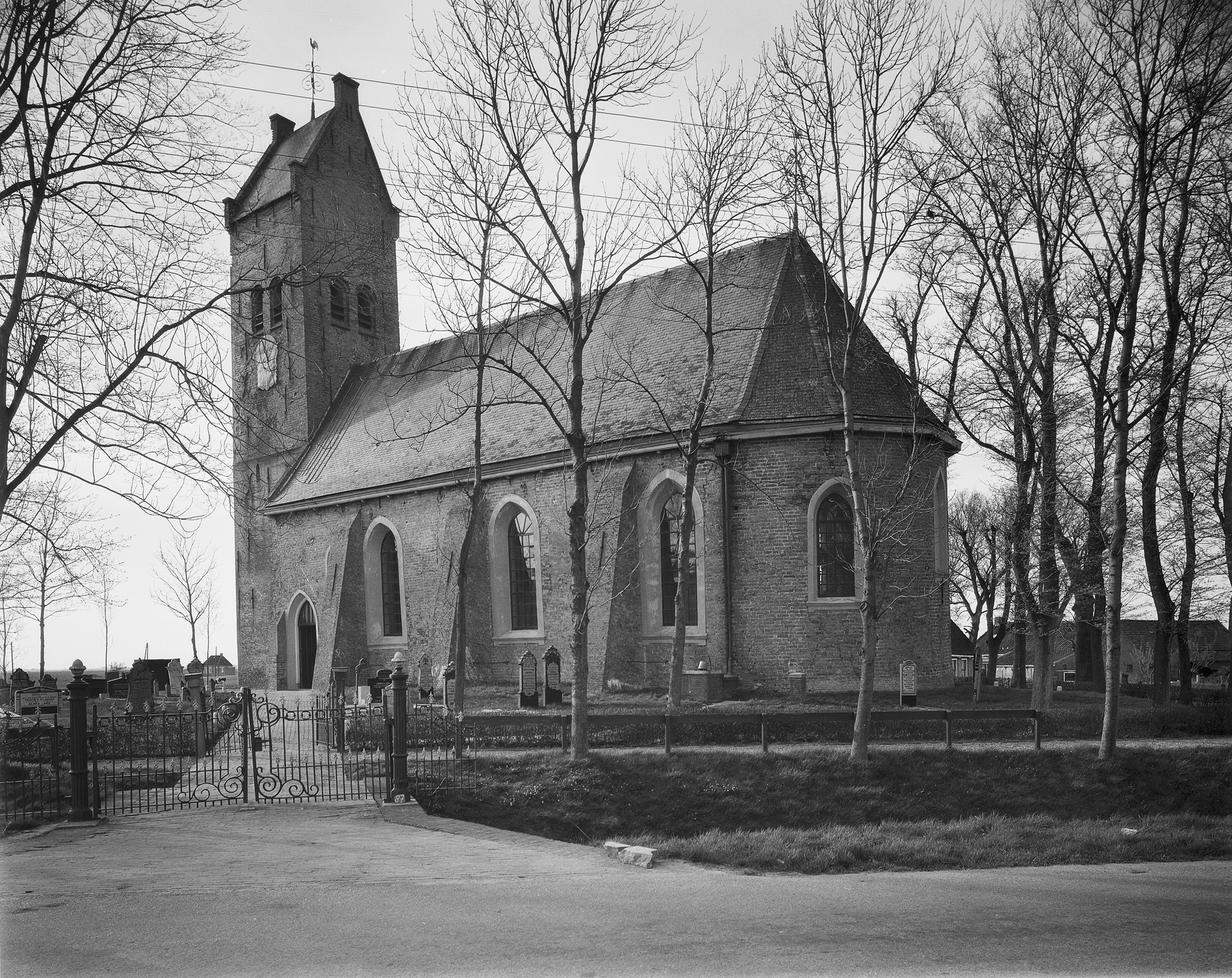
De kerk in 1959